# دهستان کنت
دهستان کُنت، یکی از دهستان‌های بخش هیدوچ شهرستان سیب و سوران در استان سیستان و بلوچستان ایران است. مرکز این دهستان، روستای کُنت است.این روستا واقع در ٩٥ کیلومتری شهرستان سراوان و ٣٥ کیلومتری شهرستان سیب و سوران و ٥کیلومتری شهر هیدوچ واقع شده است.قلعه کُنت » بنایی تاریخی است بجا مانده از دوره افشاریه که به دستور سردار شهسوار رند دگارانی در سه طبقه ساخته شده از اثار تاریخی و جاذبه های گردشگری این روستا می باشد.که در دوره‌های مختلف تاریخی تغییرات متعددی داشته است. 

## جمعیت
بر پایه سرشماری عمومی نفوس و مسکن در سال ۱۳۹۵، جمعیت دهستان کُنت برابر با ۱۱٬۷۶۳ نفر بوده‌است.